# Svršata Mala
Svršata Mala je nenaseljeni otočić u hrvatskom dijelu Jadranskog mora. Visok je 18 metara.
Njegova površina iznosi 0,015 km². Dužina obalne crte iznosi 0,47 km.